# Jackson County (Arkansas)
Jackson County is een county in de Amerikaanse staat Arkansas.
De county heeft een landoppervlakte van 1.641 km² en telt 18.418 inwoners (volkstelling 2000). De hoofdplaats is Newport.

## Bevolkingsontwikkeling

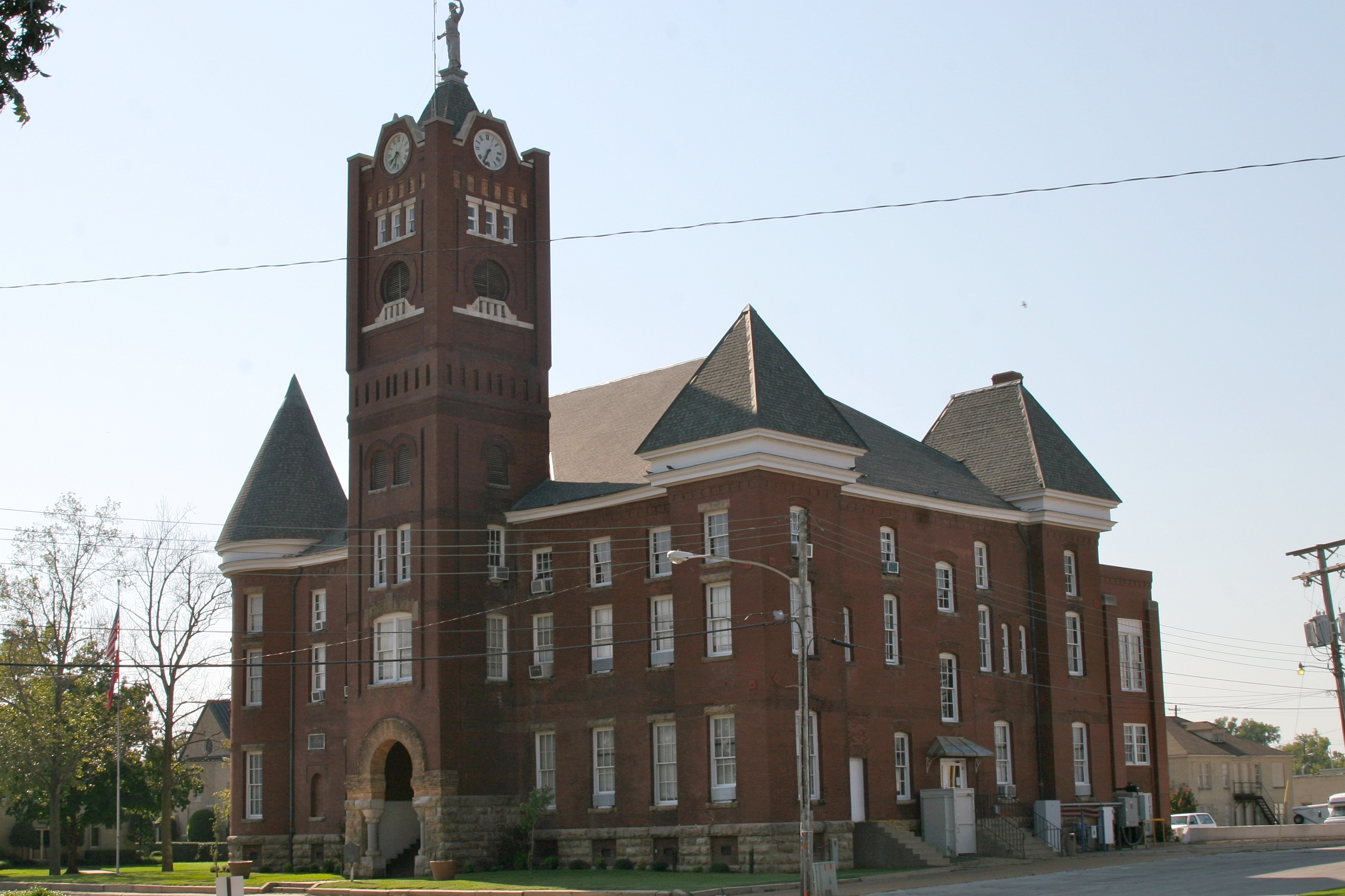
Jackson County Courthouse